# La giara
La giara è una commedia in un atto unico del 1916 di Luigi Pirandello, ripresa da una sua novella omonima, composta nel 1906, pubblicata nel 1909 sul Corriere della Sera e edita nella raccolta Novelle per un anno nel 1917.
La storia rappresentata ripercorre con umorismo molti dei temi cari allo scrittore agrigentino, tra cui la molteplicità dei punti di vista, l'ambiente siciliano e i conflitti interpersonali.
Si tratta di caratteristiche che ritroviamo nella rielaborazione in dialetto agrigentino operata da Pirandello nell'ottobre del 1916 per un breve adattamento teatrale in un atto unico che venne rappresentato per la prima volta a Roma nel Teatro nazionale il 9 luglio del 1917 dalla Compagnia di Angelo Musco. Il pezzo ritornò sul palcoscenico a Roma in lingua italiana alcuni anni dopo (il 30 marzo del 1925, con una versione scritta presumibilmente nello stesso anno).

## Trama
Don Lolò Zirafa è un ricco proprietario terriero, dal carattere taccagno, irascibile e litigioso, che ritiene di avere ovunque nemici che vogliono depredarlo della sua roba e non perde occasione per citare in giudizio tali presunti avversari, spendendo una fortuna in controversie e facendo spesso perdere la pazienza al suo avvocato, che non vede l'ora di toglierselo di torno.
Prevedendo una raccolta di olive particolarmente buona, Don Lolò acquista un'enorme giara per conservare l'olio che intende ricavarne, ma accade un fatto strano: per ragioni misteriose il grande recipiente viene ritrovato, da nuovo di zecca, perfettamente spaccato in due, facendo andare Zirafa su tutte le furie.
Il protagonista accetta quindi di rivolgersi a Zi' Dima Licasi, un artigiano del posto specializzato nella riparazione di recipienti, conosciuto per aver messo a punto un mastice miracoloso, che nulla riesce a staccare non appena ha fatto presa. Don Lolò però non si fida e insiste affinché la riparazione venga resa più sicura rafforzandola con dei punti di filo di ferro, cosa che colpisce profondamente nell'orgoglio Zi' Dima, il quale è sicuro che il suo mastice sia più che sufficiente a fare un buon lavoro e ritiene trascurati i suoi meriti. Arrabbiato ma costretto ad obbedire, Zi' Dima si mette all'interno della giara per eseguire più comodamente l'intervento; si dimentica però che la giara è molto panciuta ma al contempo ha un collo molto stretto, quindi, terminata la riparazione, resta bloccato all'interno.
Subito nasce una lite, in quanto Zi' Dima vuole in ogni caso essere pagato per la perfetta riparazione, e lo Zirafa si dichiara disposto a pagarlo, non per senso di giustizia ma per non essere in torto di fronte alla legge, ma vuole anche essere risarcito per il fatto che per liberarlo bisognerà rompere completamente e definitivamente la giara. Zi' Dima non cede e, ricevuto il suo compenso, rifiuta di pagare qualsiasi risarcimento.
Non sapendo come risolvere la situazione, Don Lolò si rivolge per l'ennesima volta al suo avvocato, che gli consiglia di liberare Zi' Dima, altrimenti correrà il rischio di essere accusato di sequestro di persona; lo Zirafa non è affatto d'accordo, in quanto ritiene Zi' Dima responsabile di essersi stupidamente imprigionato da solo nella giara, la quale, una volta rotta per liberarlo, non potrà più essere riparata. L'artigiano, a sua volta, continua a non accettare di risarcirlo, affermando di essere entrato nella giara solo per mettere i punti che Don Lolò aveva tanto preteso, mentre se si fosse fidato esclusivamente del suo mastice miracoloso avrebbe avuto la sua giara come nuova e non ci sarebbero stati problemi di nessun tipo. Pur di non pagare, Zi' Dima preferisce restare dentro la giara, dove dice di sentirsi benissimo e dove, infatti, passa tranquillamente e allegramente la notte, fra canti e balli dei contadini, ai quali, servendosi proprio del denaro ricevuto da Don Lolò come compenso per la riparazione, ha offerto vino e cibarie. Lo Zirafa, quindi, che ha avuto oltre al danno anche la beffa, in preda all'ira finisce per tirare un poderoso calcio alla giara, che rotola fino ad andare a rompersi del tutto contro un albero; in questo modo Zi' Dima viene liberato ed ha partita vinta.

## Tematiche pirandelliane
Sia nella novella che nella commedia traspare chiaramente la tematica della roba, ripresa dal verismo verghiano, descritta con il morboso attaccamento di Don Lolò ai beni materiali: la sua funzione nella commedia, comunque, supera la visione del realismo verista, creando invece un effetto tragicomico.
Alla figura di Don Lolò viene contrapposta quella di Zi' Dima, privo di poteri e risorse materiali, ma consapevole della dignità del lavoro che egli esegue con onestà e scrupolo e che considera unico per l'uso di un oggetto che ritiene un bene intellettuale: il suo miracoloso mastice. Nel rapporto antitetico tra due figure completamente diverse, entrambe poco consce dei propri limiti, ma accomunate dalla stessa cocciutaggine contadina e mosse dai loro istinti, Pirandello riesce a creare una comicità basata su una situazione grottesca: una circostanza nella quale ciascuno dei due diventa al contempo debitore e creditore dell'altro.
Dato che nessuno dei due contendenti può o vuole andare incontro all'altro, si arriva a una situazione di stallo in cui non è più possibile distinguere chi abbia torto e chi ragione. Si tratta di un paradosso paragonabile a quello che ritroviamo ne Il giuoco delle parti pirandelliano.

## Trasposizioni cinematografiche e teatrali
Ne furono in seguito tratte due versioni cinematografiche: la prima, del 1954, venne diretta da Giorgio Pastina e inserita nel film a episodi Questa è la vita; la seconda, del 1984, venne inserita nel film a episodi Kaos, dei fratelli Paolo e Vittorio Taviani.
Nell'autunno del 1924 i Ballets suédois misero in scena a Parigi un balletto, derivato dalla novella, su musica di Alfredo Casella, con costumi e scenografie di Giorgio de Chirico..
Nel 1982 il drammaturgo berbero Abdellah Mohia ne ha tratto un riuscito adattamento in cabilo, dal titolo Tacbaylit, che ha riscosso molto successo ed è tuttora uno dei pezzi più rappresentati di questo autore.

## Edizioni
- Luigi Pirandello, Maschere nude, a cura di Italo Zorzi e Maria Argenziano, Newton Compton Editori, 2007